# Бранд, Дэвид, 5-й виконт Хэмпден
Подполковник Дэвид Фрэнсис Бранд, 5-й виконт Хэмпден (англ. David Francis Brand, 5th Viscount Hampden; 14 июня 1902 — 4 сентября 1975) — английский пэр, игрок в крикет, армейский офицер и банкир.

## Биография
Родился 14 июня 1902 года в Вестминстере. Второй сын Томаса Бранда, 3-го виконта Хэмпдена (1869—1958), и его жены леди Кэтрин Мэри Монтегю-Дуглас-Скотт (1875—1951), дочери 6-го герцога Баклю. Дед Дэвида, Генри Бранд, 2-й виконт Хэмпден, был губернатором Нового Южного Уэльса с 1895 по 1899 год. Старший брат Дэвида Томас унаследовал титул виконта Хэмпдена от отца в 1958 году.
Дэвид Бранд учился в Итонском колледже, где он был капитаном First XI в 1921 году. Он поступил в Тринити-колледж в Кембридже, но сыграл только один матч первого класса за университетскую команду в мае 1922 года. Он провел университетский год 1922—1923 в туре по Цейлону, Австралии и Новой Зеландии с Marylebone Cricket Club.
Во время Второй мировой войны, служа в Хартфордширском полку, он получил звание подполковника. Он служил в Бирме и упоминался в донесениях. После войны он был председателем Английского, Шотландского и Австралийского банка, а затем заместителем председателя Банка ANZ.
17 октября 1965 года после смерти своего старшего брата, Томаса Бранда, 4-го виконта Хэмпдена (1900—1965), не имевшего наследником мужского пола, Дэвид Бранд унаследовал титул 5-го виконта Хэмпдена из Глайнда в графстве Сассекс, став членом Палаты лордов Великобритании.

## Личная жизнь
14 июля 1936 года Дэвид Брэнд женился на достопочтенной Имоджен Элис Риз (27 августа 1903 — март 2001), дочери Уолтера Риза, 7-го барона Дайневора, и леди Маргарет Чайлд-Вильерс. У супругов было трое детей:
- Энтони Дэвид Бранд, 6-й виконт Хэмпден (7 мая 1937 — 4 января 2008).
- Достопочтенная Джин Маргарет Бранд (род. 19 августа 1938)
- Достопочтенная Филиппа Мэри Имоджен Бранд (7 апреля 1942 — 5 апреля 2011).

Виконт Хэмпден скончался 4 сентября 1975 года в возрасте 73 лет. Ему наследовал его единственный сын Энтони.